# Ksenija Atanasijević
Ksenija Atanasijević, née le 5 février 1894 à Belgrade et morte le 28 septembre 1981 dans la même ville, est la première femme philosophe reconnue en Serbie, et l'une des premières femmes à être professeur à l'université de Belgrade, où elle a fait ses études. Elle a écrit sur Giordano Bruno, la philosophie grecque antique, et l'histoire de la philosophie serbe, et elle a traduit en serbe certaines des plus grandes œuvres philosophiques, notamment des textes d'Aristote et Platon. Elle fut aussi l'une des premières auteures et philosophes serbes féministe.
Son œuvre majeure, Filosofski fragmenti, a été publiée en 1929.

## Biographie
Ksenija Atanasijević est née le 5 février 1894 à Belgrade. Elle est la plus jeune des six enfants du docteur Svetozar Atanisijevic et de sa femme Jelena Atanasijevic, née Cumic, qui est morte en lui donnant le jour. Son père était un éminent docteur, et directeur de l'hôpital d'État de Belgrade. La famille de sa mère était apparentée au célèbre avocat, écrivain et homme politique de Belgrade Acim Cumic. Son père est mort alors qu'elle avait douze ans. La belle-mère de Ksenija, Sofija Kondic, qui enseignait au collège des femmes (Visa zenska skola) de Belgrade, devient sa tutrice légale. Elle est particulièrement qualifiée pour poursuivre l'éducation de Ksenija, qui en reçoit ses premières leçons de philosophie. Élève studieuse, elle apprend vite.Ksenija Atanasijević  a été le premier philosophe serbe majeur reconnu et l'une des premières professeures de l'Université de Belgrade. 

## Source
- (en) Cet article est partiellement ou en totalité issu de l’article de Wikipédia en anglais intitulé « Ksenija Atanasijević » (voir la liste des auteurs).